# Maracanã
Maracanã là một đô thị thuộc bang Pará, Brasil. Đô thị này có diện tích 780,724 km², dân số năm 2007 là 28299 người, mật độ 36,25 người/km².